# Амирмахмуд
Амирмахмуд (индон. Amirmachmud), также Амир Махмуд (индон. Amir Machmud; 21 февраля 1923 года, Чимахи — 21 апреля 1995 года, Чимахи) — индонезийский военный и политический деятель, генерал-лейтенант. Председатель Народного консультативного конгресса и Совета народных представителей Индонезии (1982—1987), министр внутренних дел Индонезии (1969—1983). По национальности — сунданец.

## Ранние годы жизни
Амирмахмуд родился 21 февраля 1923 года в западнояванском городе Чимахи, и был вторым ребёнком в семье из пяти детей. Его отец работал в государственной публичной компании, находившейся под контролем правительства Голландской Ост-Индии.
В 1940 году он окончил школу. В 1941 году некоторое время посещал топографические курсы, однако впоследствии никогда не работал по специальности, осознав, что профессия топографа ему не подходит.

## Военная карьера

### Японская оккупация Индонезии
В 1942 году Голландская Ост-Индия была оккупирована японскими войсками. В 1943 году под руководством японцев из местного населения было создано ополчение ПЕТА (индон. PETA, от индон. Pembela Tanah Air — Защитники Отечества); тогда же Амирмахмуд поступил на службу в ПЕТА, где получил должность командира взвода.

### Служба в дивизии «Силиванги»
После того, как в августе 1945 года была провозглашена независимость Индонезии, Амирмахмуд вступил в ряды вооружённых сил молодого государства — Армии народной безопасности (АНБ), возглавив подразделение АНБ в западнояванском городе Лембанг. В 1946 году его подразделение вошло в состав дивизии «Силиванги»; в том же году его перебросили в северную часть города Бандунг, где он участвовал в боях против английских и голландских интервентов. 
В 1948 году, после заключения Ренвильского соглашения, все индонезийские войска, включая дивизию «Силиванги», были выведены с Западной Явы. В том же году в городе Мадиун произошёл мятеж, возглавленный лидерами Коммунистической партии Индонезии Шарифуддином и Муссо; Амирмахмуд участвовал в подавлении этого мятежа.
После того, как в 1949 году война за независимость завершилась признанием Индонезии со стороны её бывшей метрополии, Амирмахмуд, вместе с дивизией «Силиванги», вернулся на Западную Яву, где принял участие в боевых действиях против радикальных группировок Даруль Ислам и Легион Рату Адил. После окончания боевых действий он служил командиром батальона в Тасикмалае и Гаруте, позже был назначен начальником штаба полка в Богоре, а затем — начальником штаба дивизии.

### Штаб-квартира армии и армейский штабной колледж
В 1958 году Амирмахмуд был переведён в Джакарту, где в течение двух лет служил в штаб-квартире армии. В 1960 году он был направлен в Бандунг для обучения Армейском штабном колледже. В колледже Амирмахмуд изучал политику и экономику; впоследствии эти знания пригодились ему во время его политической карьеры. Там же он познакомился с генералом Сухарто, будущим президентом страны.

### Армейский генеральный резерв и командование по освобождению Западного Ириана
После окончания колледжа Амирмахмуд был назначен заместителем начальником штаба Главного резервного корпуса Сухопутных войск (Чадуад; ныне — Командование стратегического резерва Сухопутных войск, Кострад). Командующим Чадуад был Сухарто, и Амирмахмуд рассматривался как его наиболее вероятный преемник на этом посту.
В 1962 году по распоряжению президента Сукарно было создано командование по освобождению Западного Ириана; Амирмахмуд был назначен начальником оперативного штаба командования. Однако, в конечном итоге, Западный Ириан был передан Индонезии мирным путём, по итогам индонезийско-нидерландского Нью-йоркского соглашения, и широкомасштабных военных действий на этой территории не было.

### Командующий X военным округом «Ламбунг Манкурат»
В 1962 году Амирмахмуд был назначен командующим X военным округом «Ламбунг Манкурат» (индон. KODAM X/Lambung Mangkurat), включавшем в себя территорию Южного Калимантана.
В ночь с 30 сентября на 1 октября 1965 года группа левонастроенных офицеров, известная как Движение 30 сентября, предприняла попытку государственного переворота. Лидеры движение объявили о создании временного высшего органа управления страной — Революционного совета, включив, без предварительного уведомления, в него ряд высокопоставленных военных, в том числе и Амирмахмуда. Узнав о том, что его имя названо в числе членов Революционного совета, Амирмахмуд поспешил опровергнуть то, что он каким бы то ни было образом связан с мятежниками; более того, он принял непосредственное участие в подавлении мятежа.

### Командующий V военным округом «Джая»
В декабре 1965 года Амирмахмуд был назначен командующим V военным округом «Джая», охватывавшим территорию, прилегающую к Джакарте. На этом посту он показал себя верным сторонником Сухарто, оказав ему поддержку в начавшейся в том же году антикоммунистической кампании и в борьбе с Сукарно за президентский пост. 10 января 1966 года, во время массовой антикоммунистической демонстрации, организованной в Джакарте Союзом действия студентов (КАМИ), Амирмахмуд, совместно с командующим Кострад генералом Умаром Вирахадикусума и командующим парашютно-десантным спецподразделением RPKAD (ныне — Командование специальных сил, Копассус) генералом Сарво Эдди, организовал ввод войск в столицу для наведения порядка. Несмотря на то, что требования КАМИ находили у него, как у убеждённого антикоммуниста, понимание, он стремился не допустить эскалации насилия между коммунистами и их противниками, и с февраля 1966 года по его приказу в Джакарте были запрещены любые акции протеста. Однако антикоммунистические организации проигнорировали запрет.

### Суперсемар
В марте 1966 года Сукарно пригласил Амирмахмуда на очередное заседание кабинета министров. В ходе заседания присутствовавший на нём генерал Сабур сообщил о появлении рядом с президентским дворцом неизвестной группы вооружённых солдат; по предложению Амирмахмуда, в целях обеспечения безопасности Сукарно был перевезён в Богор на вертолёте. В Богоре Амирмахмуд встретился с министром по делам ветеранов генерал-майором Басуки Рахматом и министром промышленности бригадным генералом Мохаммадом Юсуфом. 11 марта состоялась встреча трёх генералов с президентом, на которой Сукарно, по просьбе (возможно, также под давлением) генералов подписал указ, известный как Суперсемар (индон. Supersemar, от индон. Surat Perintah Sebelas Maret — Указ от 11 марта), который давал право Сухарто издавать любые распоряжения от имени президента. Этот указ был использован Сухарто для запрещения Коммунистической партии Индонезии и дальнейшей эскалации насилия против коммунистов и сочувствующих им лиц. Впоследствии Амирмахмуд вспоминал, что не знал точного содержания Суперсемара, и был удивлён, узнав, что этот документ предоставляет Сухарто широкие властные полномочия; при этом он никогда не сожалел о своём участии в создании Суперсемара, утверждая, что этот указ «воистину был чудом Аллаха» (индон. «Supersemar itu benar-benar mukjizat Allah»).

## Политическая карьера

### Министр внутренних дел и председатель Центральной избирательной комиссии
После того, как в 1967 году Сухарто стал сначала исполняющим обязанности президента, а позже и полноправным президентом, он оставил Амирмахмуда командующим военным округом «Джая». В начале 1969 года, после внезапной смерти Басуки Рахмата, к этому времени ставшего министром внутренних дел, Амирмахмуд был назначен его преемником. Во время своего министерства он заработал репутацию жесткого политика, последовательно выступавшего в поддержку курса Сухарто и нетерпимого к инакомыслию; за эти качества он получил прозвище «Бульдозер» (индон. Buldoser). В 1969 году он запретил госслужащим участвовать в политике, однако призвал их, в знак лояльности к правительству, голосовать за проправительственный блок Голкар. В 1971 году по его инициативе был создан Корпус государственных служащих Республики Индонезии. С именем Амирмахмуда также связано продолжение репрессий против бывших членов КПИ; так, в 1981 году им было отдано распоряжение об обязательном надзоре за людьми, подозреваемыми в коммунистической деятельности.
Будучи министров внутренних дел, Амирмахмуд одновременно занимал пост председателя Центральный избирательной комиссии. Под его руководством были проведены парламентские выборы 1971, 1977 и 1982 годов.

### Председатель Народного консультативного конгресса и Совета народных представителей
В 1982 году Амирмахмуд был избран председателем высшего законодательного органа Индонезии — Народного консультативного конгресса (НКК), а также одновременно председателем парламента — Совета народных представителей (СНП). Под его руководством был принят ряд законов, реорганизовавших структуру НКК, центрального и местных СНП, установлены новые правила деятельности политических партий и правила проведения референдумов. В 1983 году Амирмахмуд председательствовал на генеральной сессии НКК, на которой НКК переизбрал Сухарто на четвёртый президентский срок и присвоил ему почётный титул Отец развития (индон. Bapak Pembangunan).

## Последние годы жизни и смерть
В 1987 году, после окончания своего председательского срока, Амирмахмуд ушёл в отставку. Он скончался 21 апреля 1995 года в своём родном городе Чимахи.

## Личная жизнь
Амирмахмуд был женат дважды. Его первую жену звали Сити Хадиджа (индон. Siti Hadidjah), у них было двое детей — Анон Бадариах (индон. Anon Badariah) и Бамбанг Пермади Амирмахмуд (индон. Bambang Permadi Amirmachmud). После смерти Сити Хадиджи он женился на Шри Хардани Садат Сисводжо (индон. Shri Hardhani Sadat Siswojo).
Также Амирмахмуд состоял в тесных дружеских отношениях со своим сослуживцем Мохаммадом Юсуфом.

## Награды
- Орден «Звезда Республики Индонезии» 2-й степени (1995)[6];
- Орден «Звезда Махапутра» 2-й степени.